# Храм Святого Николая Чудотворца (Андижан)
Храм Свято́го Никола́я Чудотво́рца — недействующий православный храм Ташкентской и Узбекистанской епархии Среднеазиатского митрополичьего округа Русской православной церкви, расположенный в городе Андижан.
Молитвенный дом заложен в 1897 году, храм и колокольня заложены в марте 1898 году, построены в 19 декабря 1898 году по эскизу И. Р. Сакович, освящёны в 19 декабря 1900 года, закрыты в 1932 году, в честь Святого Николая Чудотворца, рассчитан на 500 прихожан, по штату при храме положен один священник, престольный праздник 19 декабря.

## История
В 1900 году в городе Андижан был воздвигнут храм из жжёного кирпича на средства казны. Он располагается на ул. Пушкина ныне Мусаева, около него был разбит парк Никольский. Напротив него сейчас находится Храм Всех Святых.
На месте парка сейчас находится жилой дом.  Он вмещал 500 прихожан, но он был упразднен в ноябре 1931 года, закрыт в марте 1932 года. Известно так же, что к нему были приписаны еще колокольня и часовня в центре города. Здание стоит до сих пор.
Храм состоял в ведении Туркестанского Епархиального Начальства. Затем входил в состав Кокандского военного округа. Затем он именовался церковью при Управлении Кокандского воинского начальника, затем военно-местною, затем как Храм Святого Николая Чудотворца.
В храме имелся огромный иконостас, и было много икон и церковной утвари. После закрытия храма иконы и имущество храма было роздано в другие храмы.
По строению храм представляет вытянутый прямоугольник. Из центрального коридора можно попасть в центральный зал, где, когда то размещался иконостас и две примыкающие комнаты, где видимо, размещались покои батюшки.
Как рассказали, служители другого храма есть проект восстановить этот храм.
Поскольку храм находится не далеко от другого храма, то до него можно дойти пешком. Ориентир храм Всех Святых.

## Священнослужители
Поскольку о храме мало осталось, какой либо информации, то и о священниках, то же практически ни чего не известно.

## Фото

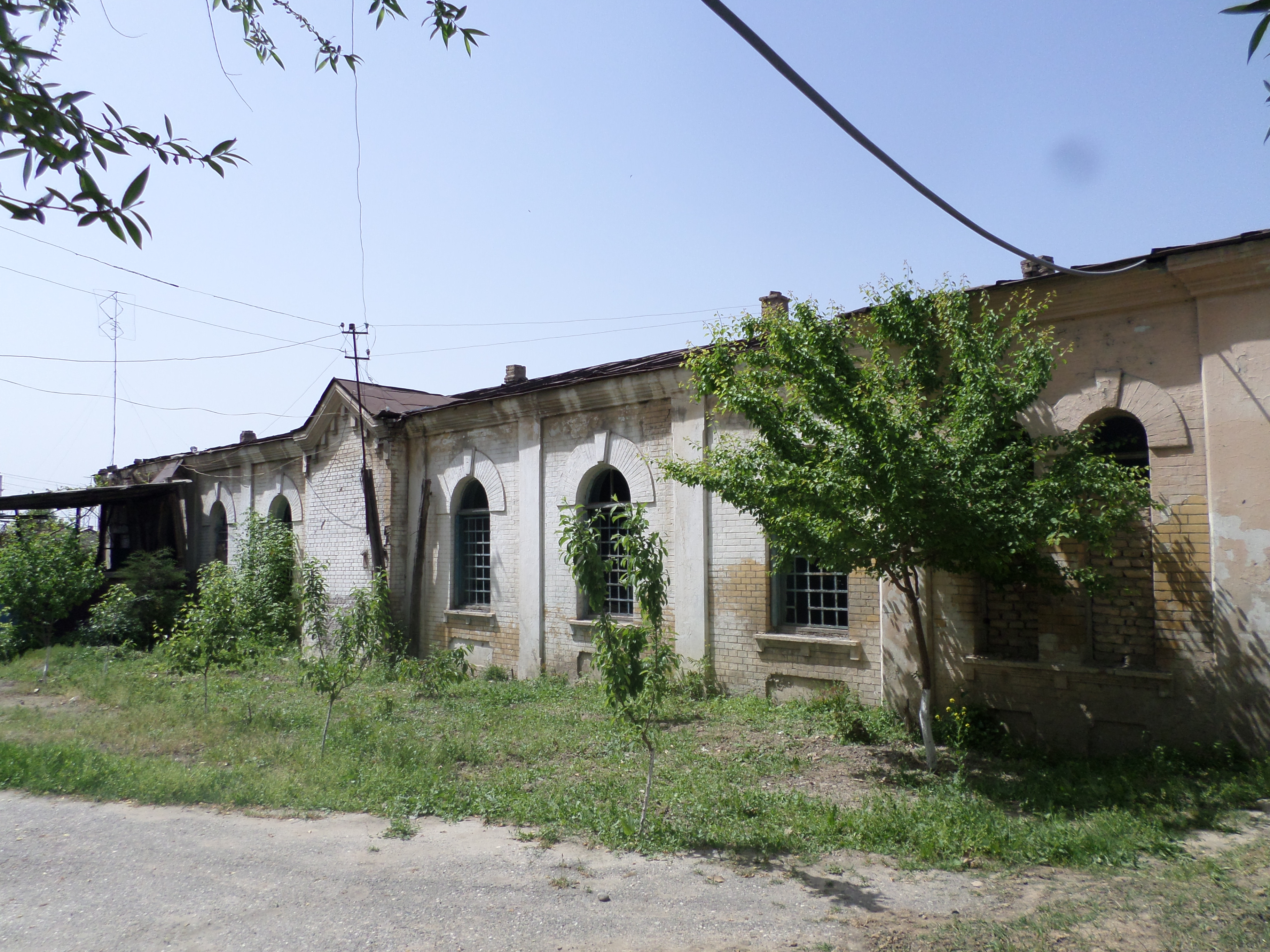
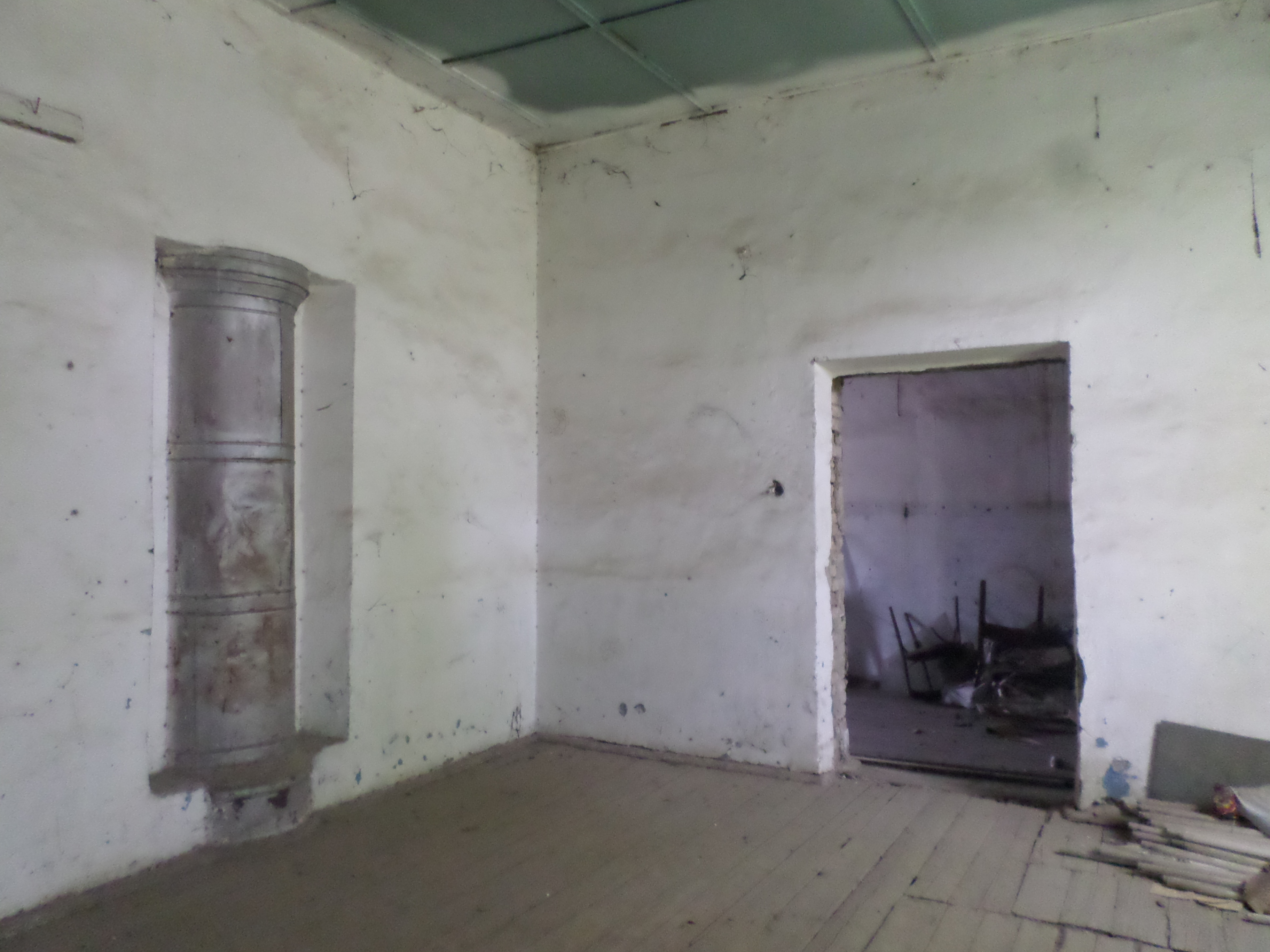

## Храм на почтовых открытках
- Почтовая открытка. Автор снимка не известен. На снимке написано: "Церковь в Никольском парке" Издательство Иванова, Андижан, 1906 год. Фото, не реставрируемое.